# Чистяков, Арсений Александрович
Арсений Александрович Чистяков — советский хозяйственный и политический деятель.

## Биография
Родился в 1922 году в деревне Большое Раменье. Член КПСС.
Участник Великой Отечественной войны в составе 680-го отдельного радиобатальона, 2-го отдельного эксплуатационного железнодорожного полка Забайкальского военного округа.
В 1965—1967 гг. — первый секретарь Невского районного комитета КПСС города Ленинграда.
Делегат XXIII съезда КПСС.
В 1971—1979 гг. — заместитель председателя Ленинградского городского Совета депутатов трудящихся.
С 1983 года — персональный пенсионер союзного значения.
Умер до 2002 года в Санкт-Петербурге.

## Награды
- Орден Отечественной войны II степени (06.04.1985)
- Орден Трудового Красного Знамени (1966, 25.08.1971)